# Camí de Trànsits
El Camí de Trànsits (o Ronda de Trànsits) era un camí de circumval·lació de la ciutat de València.
Fou urbanitzat el 1912 com a segona ronda de la ciutat (o tercera si es compten les Grans Vies), paral·lela a la primera.

## Nom
Als principals camins d'entrada a la ciutat de València, quan els visitants es creuaven amb la circumval·lació del Camí de Trànsits havien de pagar unes taxes municipals pel trànsit de mercaderies importades des de fora de la ciutat. Les casetes on es feia el cobrament d'aquestes taxes rebien popularment el nom de "fielato".

## Història
L'enderrocament de les antigues muralles de la ciutat el 1867 va permetre la construcció d'aquesta via comunicant entre un extrem i altre de l'Horta fins a agafar forma hexagonal envoltant la ciutat al llarg dels seus 12 km de camí. La urbanització va ser projectada per l'arquitecte municipal Francesc Mora i Berenguer.
Inicialment allunyada del nucli urbà presentava una gran amplària. Era vorejada per grans arbres i amb uns carrils de ferro per a la circulació de carros.
La circumval·lació hexagonal englobava 1.100 hectàrees. A mitjans de la dècada de 1940, tan sols la meitat d'aquestes hectàrees estava ocupada, i el Camí de Trànsits marcava el límit de l'espai urbanitzat pel sud. Mentrestant el nord discorria encara a través de grans espais d'horta per a comunicar nuclis disseminats (Benimaclet, els Orriols, Benicalap, Campanar…) que en dècades posteriors serien absorbits pel creixement de la ciutat i integrats en la seua trama urbana.
Ja en la dècada de 1950 l'antic Camí de Trànsits fou aprofitat com a via de circulació ràpida.

## Actualitat
El creixement urbà ha integrat per complet el camí dins el nucli de la ciutat. Actualment l'antiga estructura ha desaparegut i s'ha convertit en grans avingudes modernes envoltades d'edificis residencials, comerços i serveis, i substituint els grans arbres de les voreres per palmeres a la mitjana que divideixen els sentits de la circulació dels vehicles a les noves avingudes, que són: (de nord a sud seguint el sentit de les agulles del rellotge)
- Avinguda del Primat Reig,

en passar un tram de l'avinguda de Catalunya i l'avinguda de Blasco Ibáñez o altre tram de l'avinguda de Catalunya i del carrer del Clariano entrem a
- Avinguda del Cardenal Benlloch,

en passar l'encreuament amb l'avinguda del Port entrem al
- Carrer d'Eduard Boscà,

en passar el Pont de l'Àngel Custodi entrem a
- Avinguda de Peris i Valero,

en passar el pont sobre les vies del ferrocarril entrem a
- Avinguda de Giorgeta,

en passar l'encreuament amb el carrer de Jesús entrem a
- Avinguda de Pérez Galdós,

en passar el pont de Campanar i un tram de l'avinguda de Tirso de Molina entrem a
- Avinguda de Campanar,

en passar l'encreuament amb l'avinguda de Burjassot entrem a
- Avinguda del Doctor Peset Aleixandre,

i a l'encreuament amb la plaça de Don Bosco, l'avinguda de la Constitució i la fi del carrer de Sagunt tornem a l'avinguda del Primat Reig.
L'hexàgon de 12 km que forma el Camí de Trànsits connecta la majoria de districtes i barris de la perifèria de València. Comunica els districtes de Rascanya (barris de Torrefiel, Orriols i Sant Llorenç), La Saïdia (barris de Marxalenes, Tormos i Sant Antoni), Benimaclet, Pla del Real (barris de Jaume Roig, Ciutat Universitària i Mestalla), Algirós (barri de L'Amistat), Camins al Grau (barris d'Albors, Camí Fondo i Penya-roja), L'Eixample (barris de Gran Via i Russafa), Quatre Carreres (barris de Montolivet, En Corts i Malilla), Extramurs (barris d'Arrancapins i La Petxina), Jesús (barri de La Raïosa), Patraix, L'Olivereta (barri de Nou Moles), Campanar (barris de Campanar i El Calvari), i Benicalap.

## Imatges

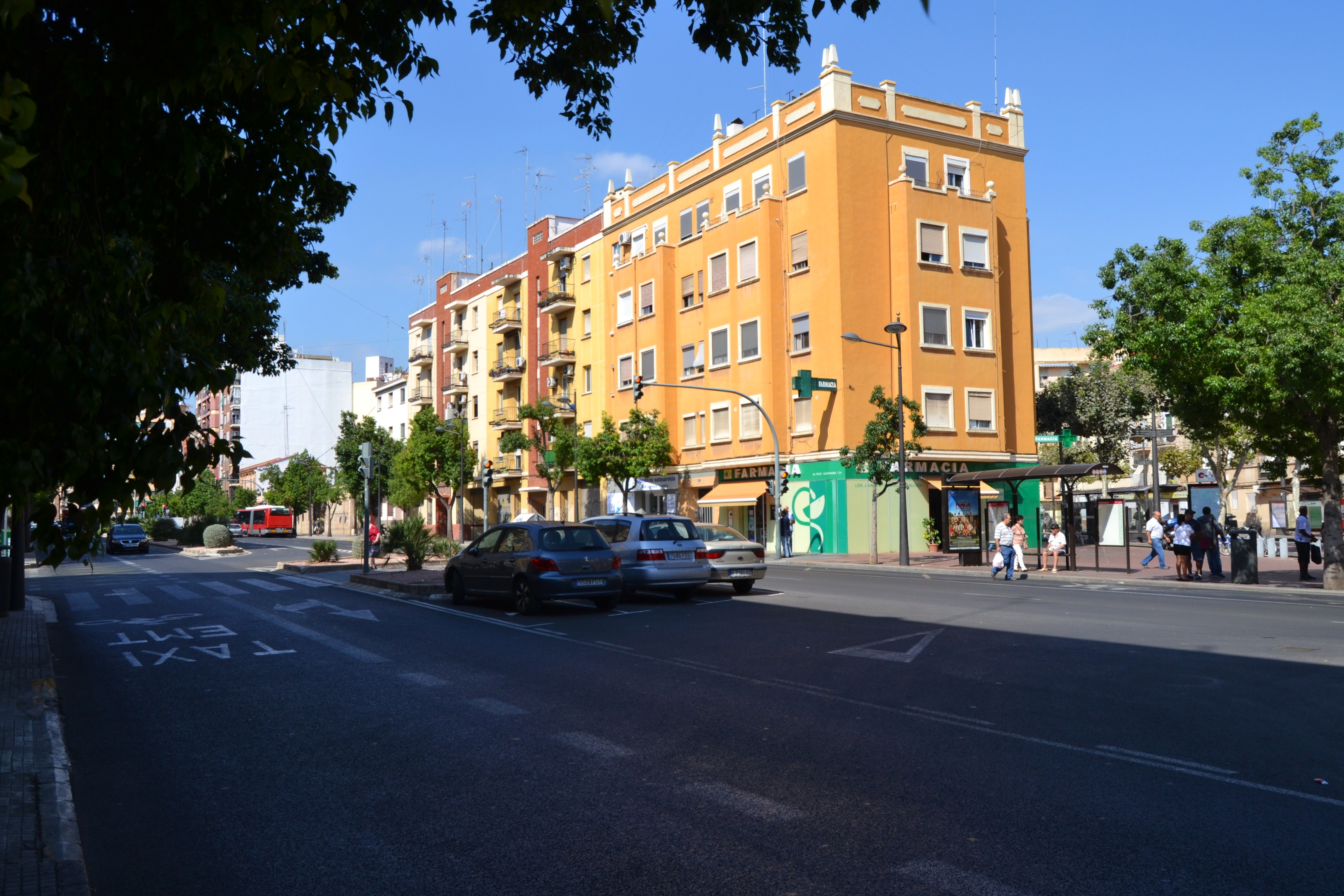
Avinguda del Doctor Peset Aleixandre.
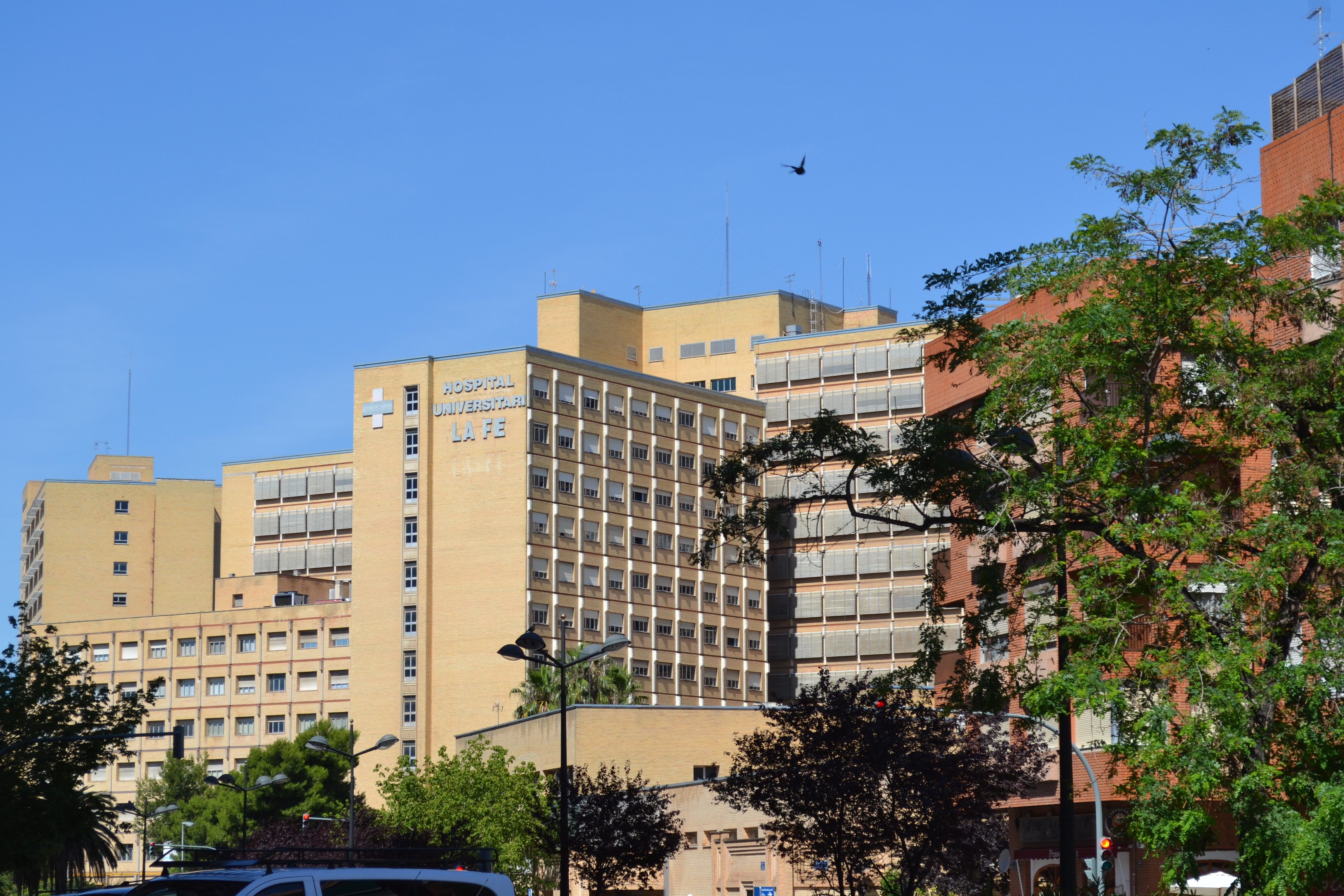
L'antic Hospital La Fe es troba a l'avinguda de Campanar.
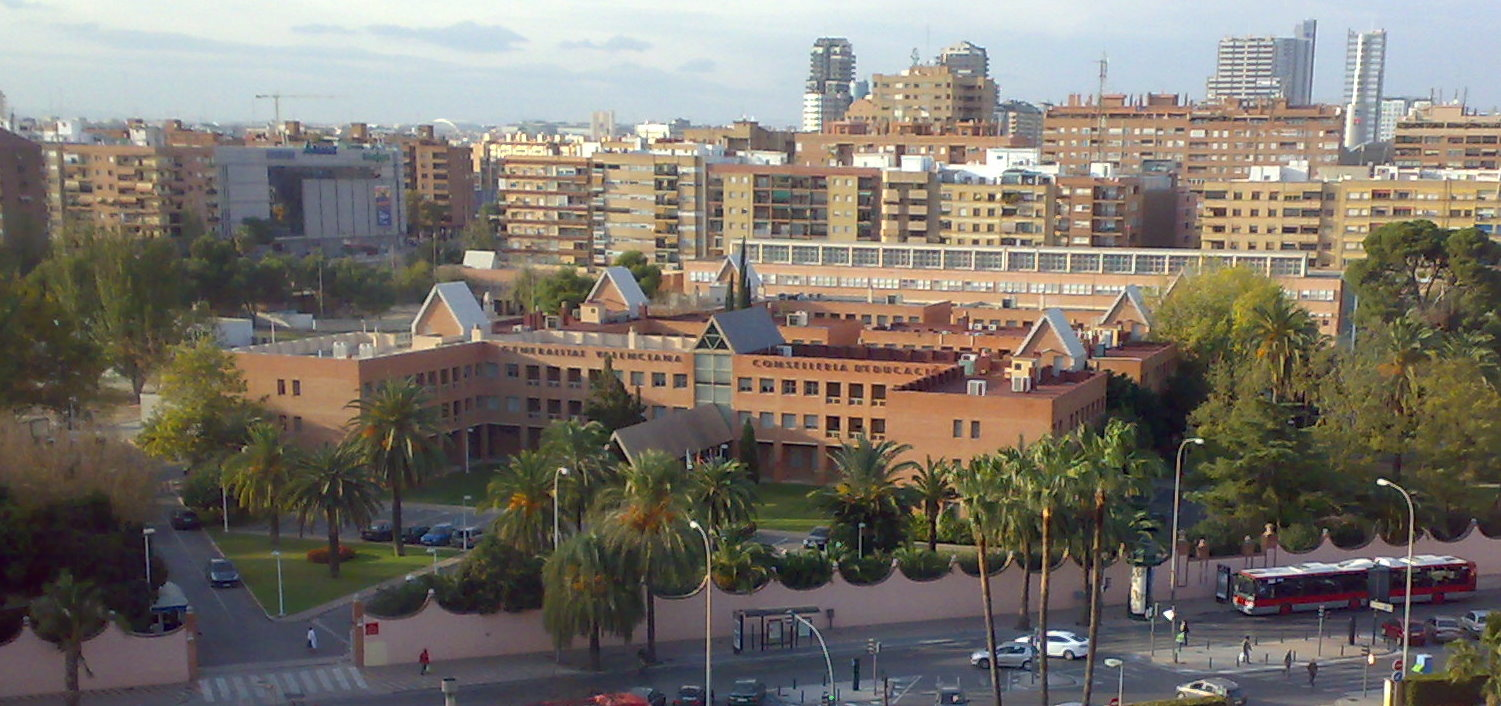
Conselleria d'Educació de la Generalitat Valenciana, al 32 de l'avinguda de Campanar.
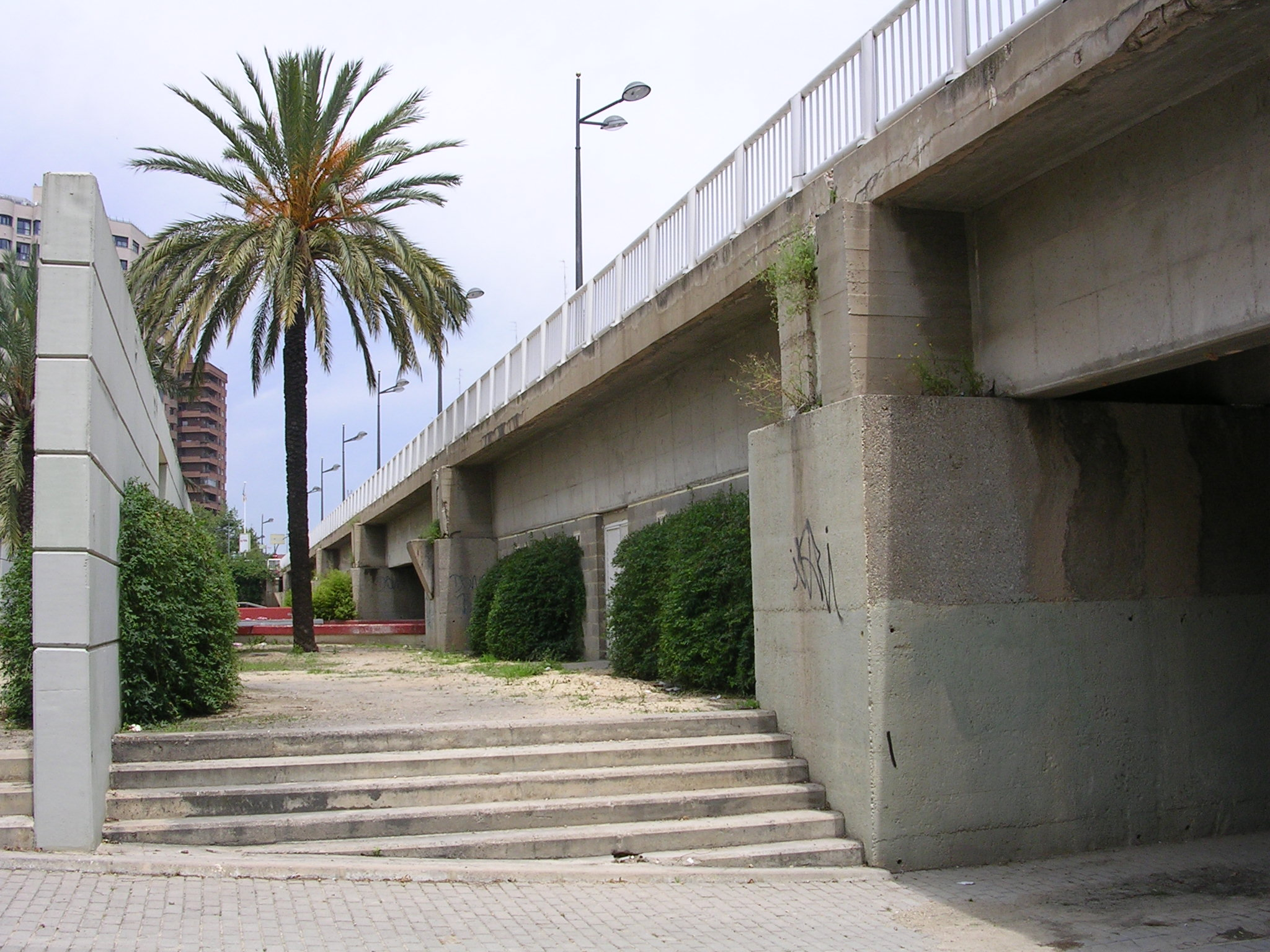
Pont de Campanar.
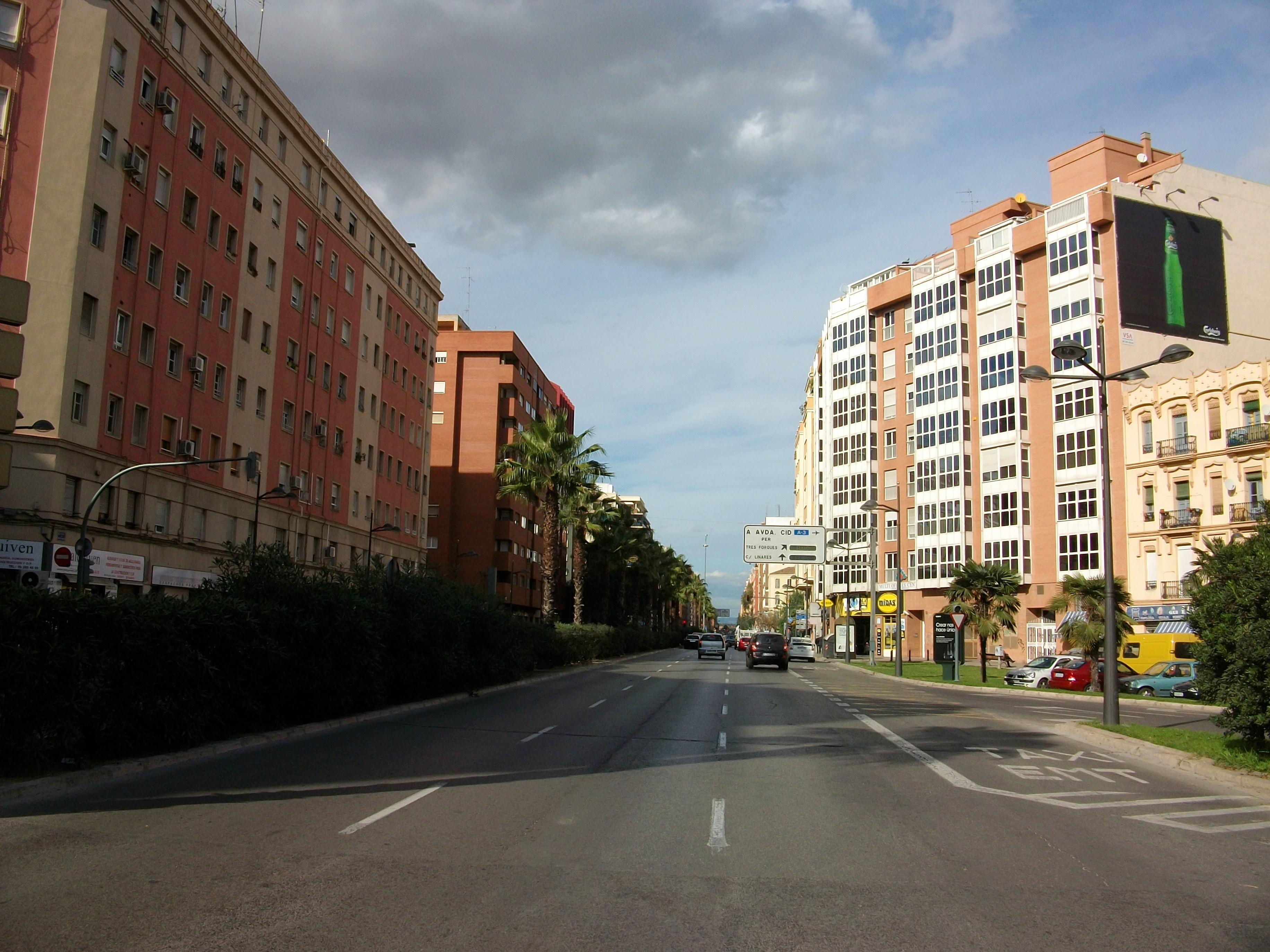
Avinguda de Benito Pérez Galdós, al punt on convergeix amb la de Cèsar Giorgeta.
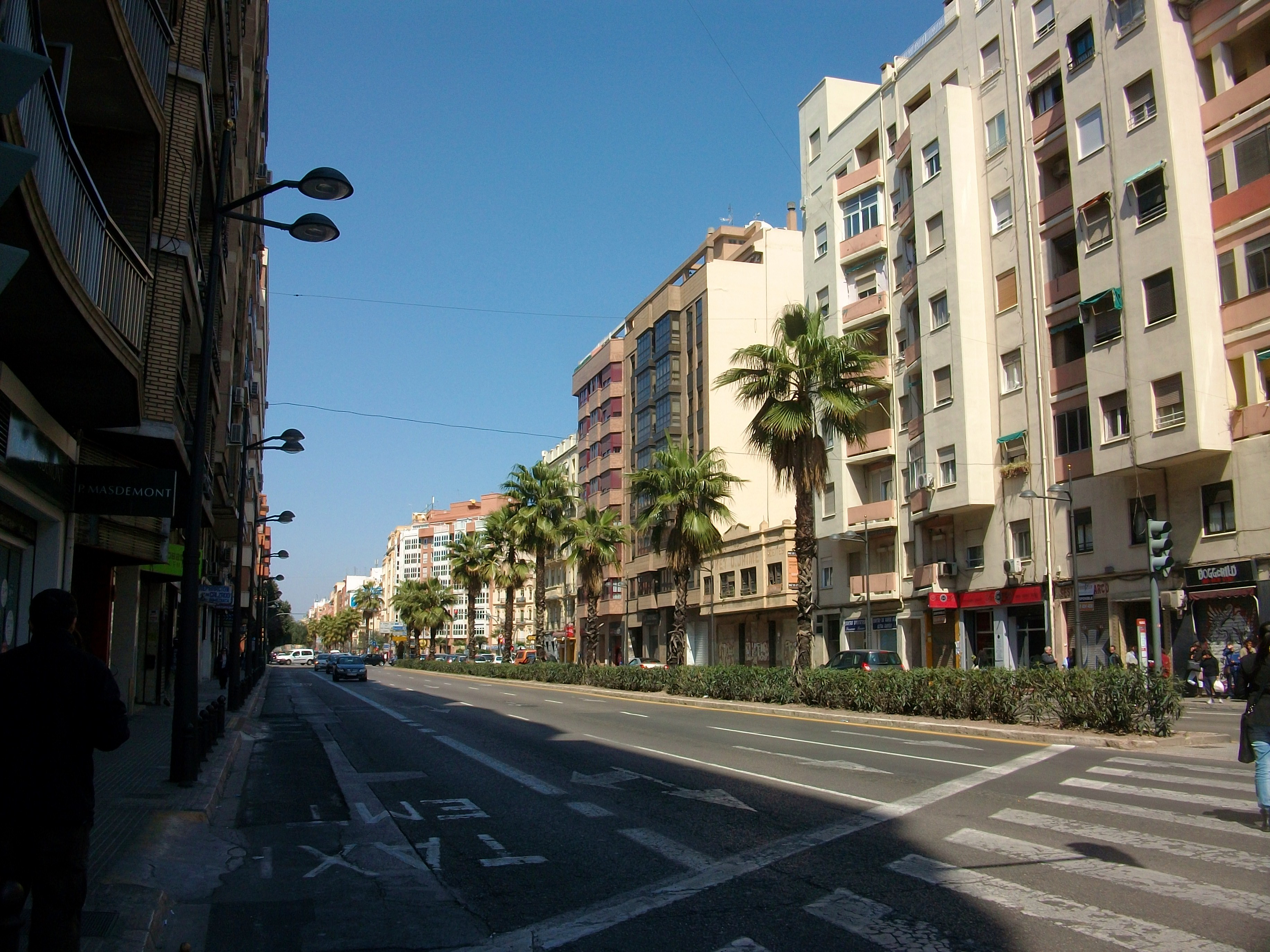
Avinguda de Cèsar Giorgeta.
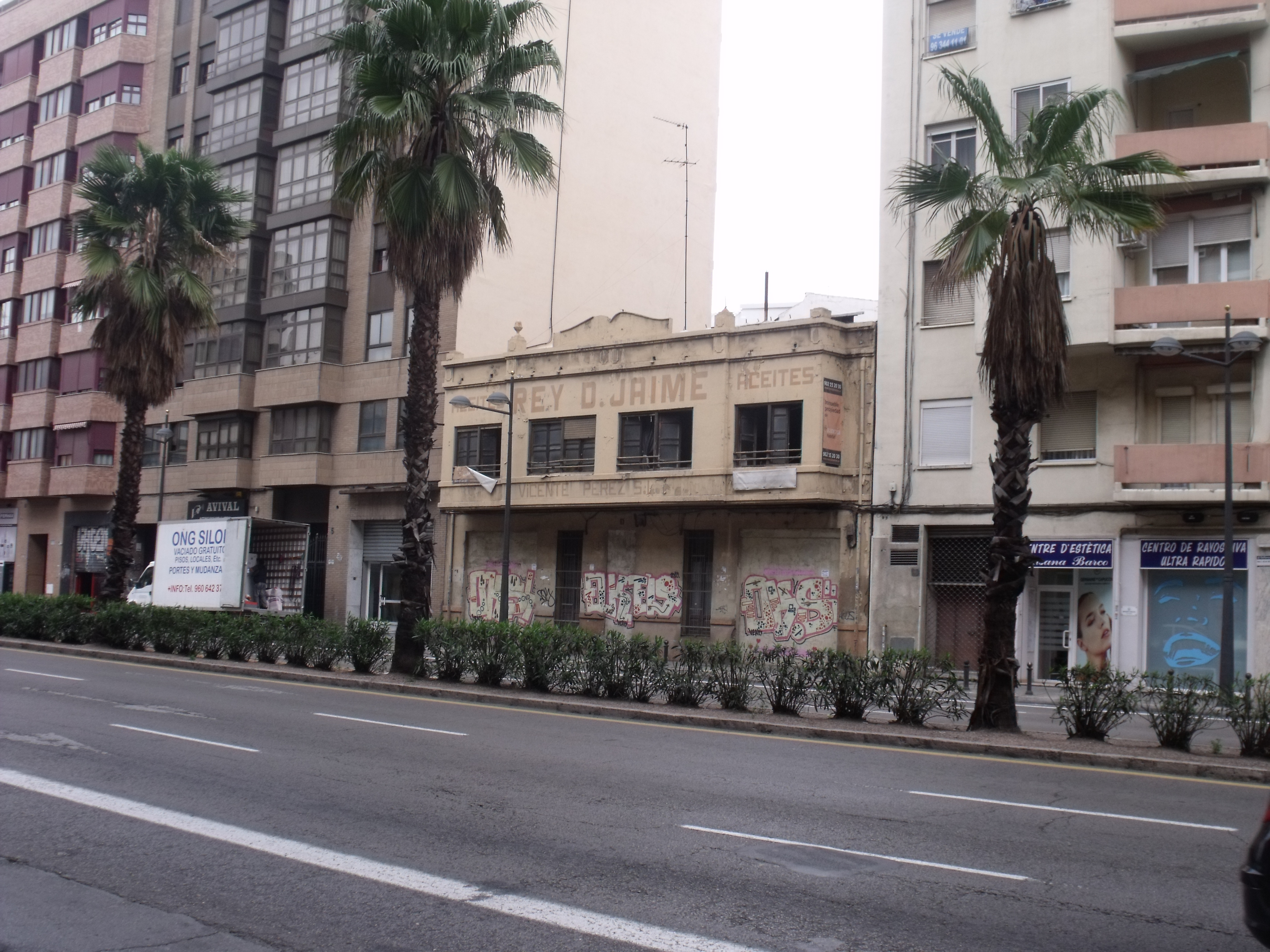
Antic magatzem d'oli a l'avinguda de Cèsar Giorgeta, prop l'antiga estació de Castelló de la Ribera. En aquesta part hi havien a la primera meitat del segle XX molts magatzems relacionats amb les properes estacions de ferrocarril.
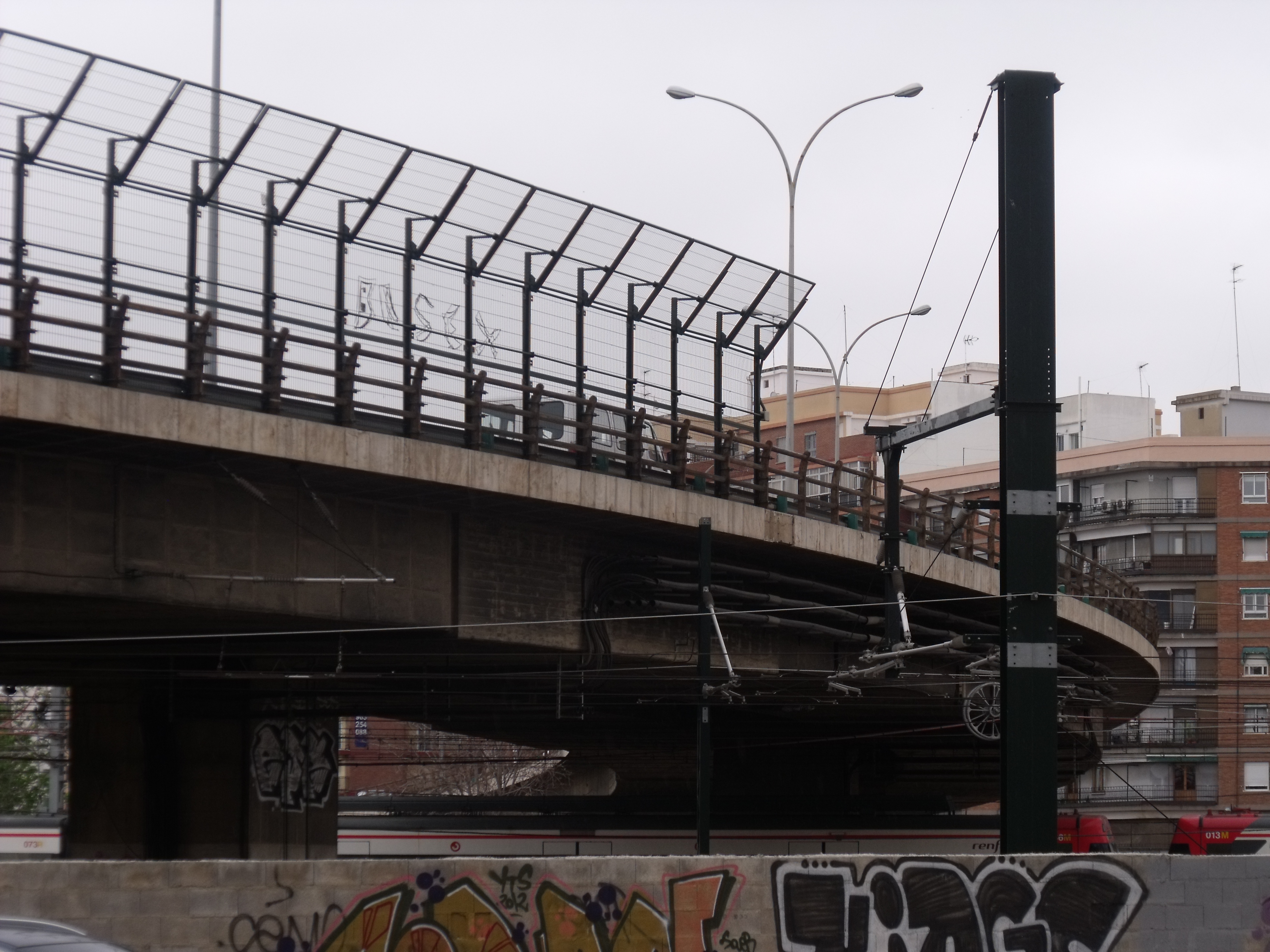
Viaducte entre les avingudes de Cèsar Giorgeta i Peris i Valero.
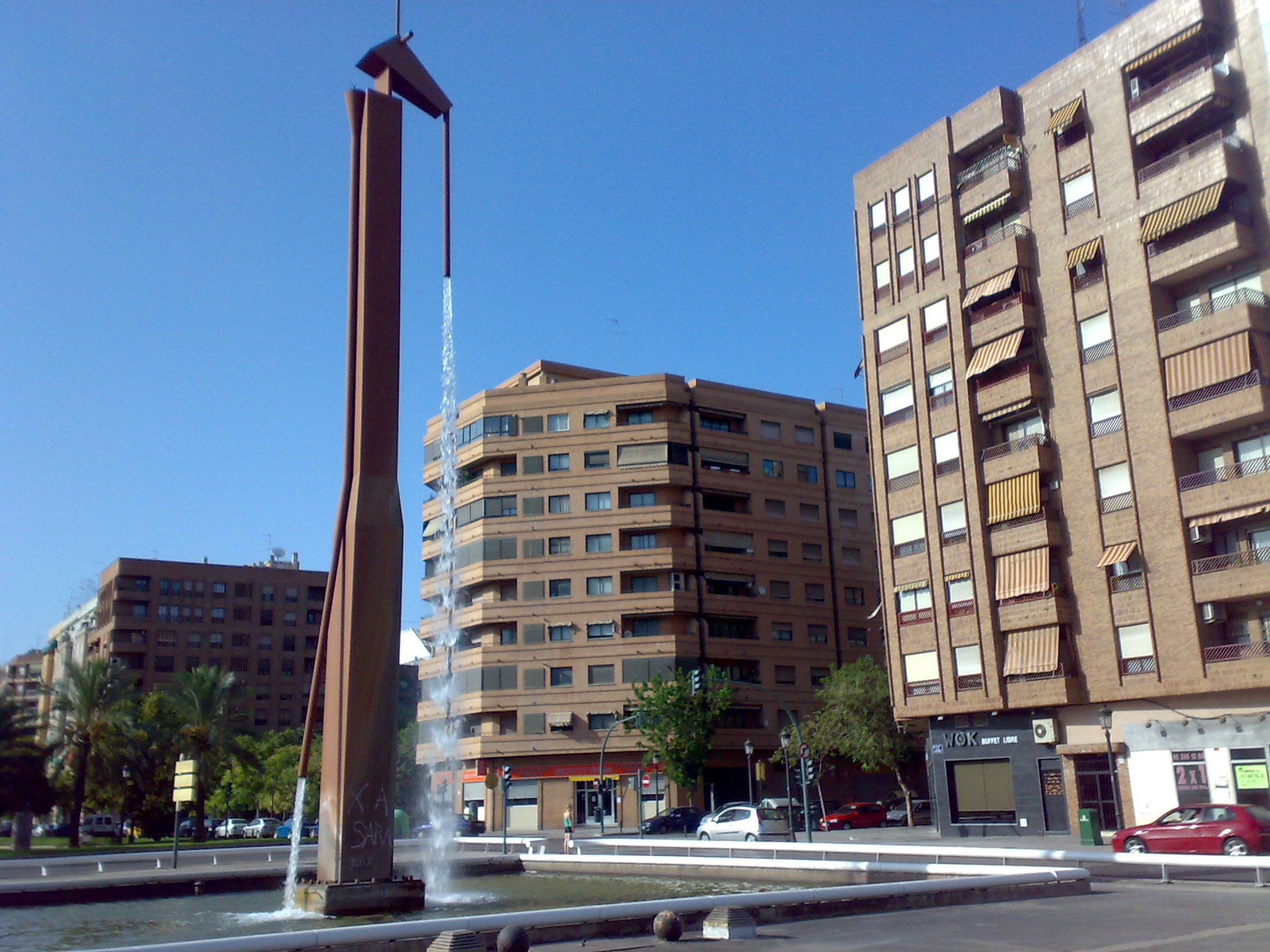
Font Pública, popularment anomenada La Pantera Rosa, escultura de Miquel Navarro junt a l'avinguda de Peris i Valero.
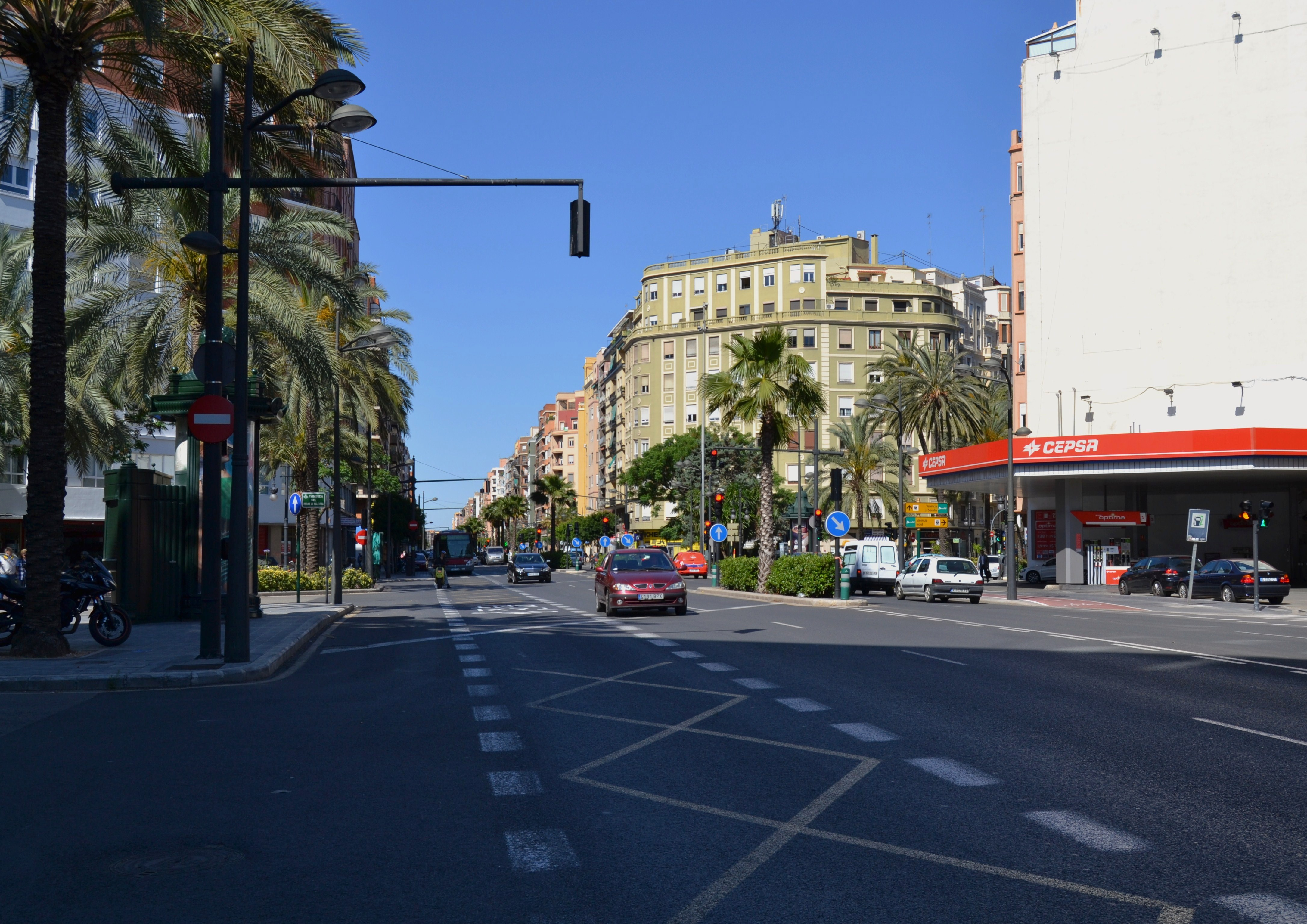
Avinguda de Peris i Valero a l'altura de Regne de València.
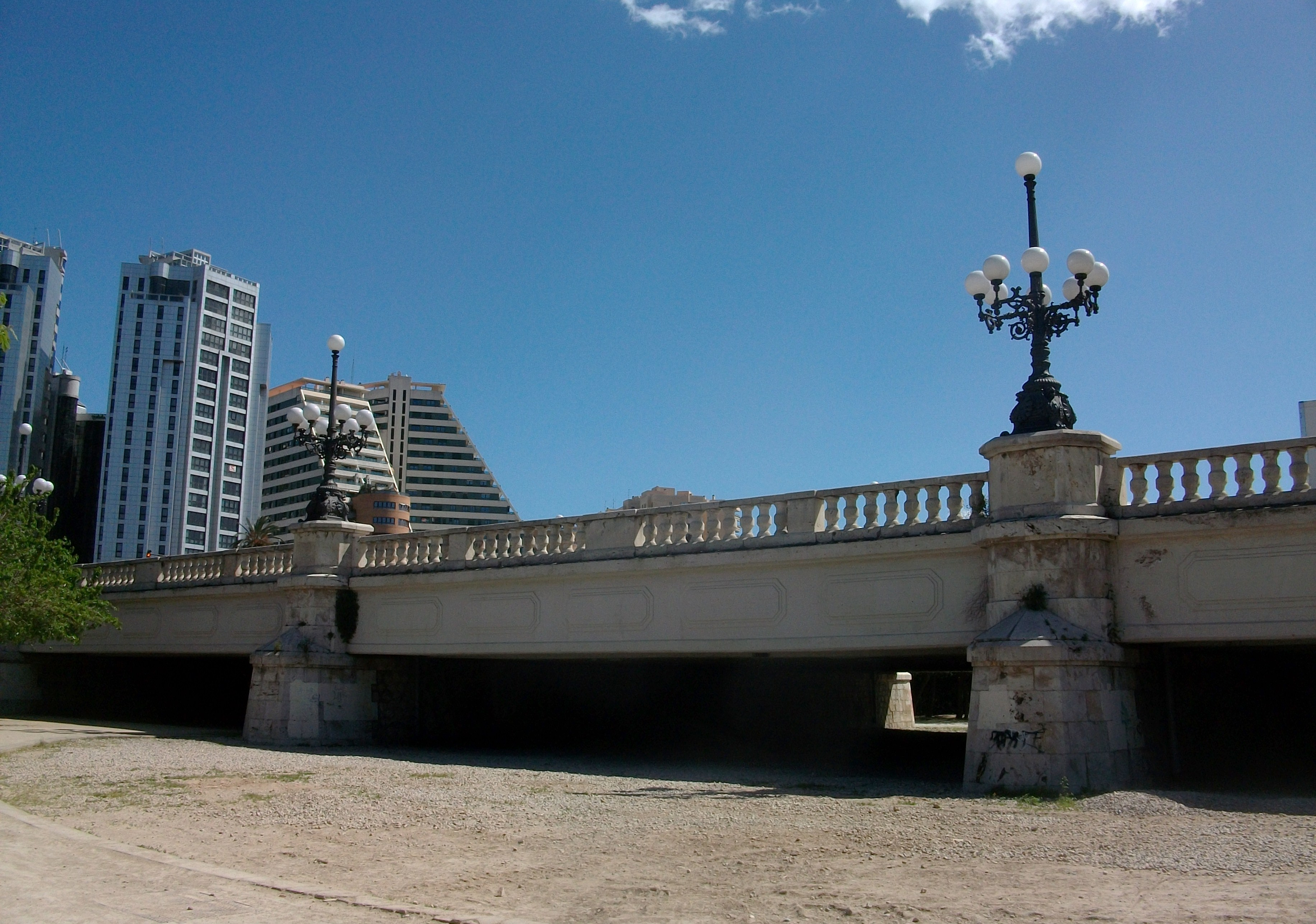
Pont de l'Àngel Custodi.
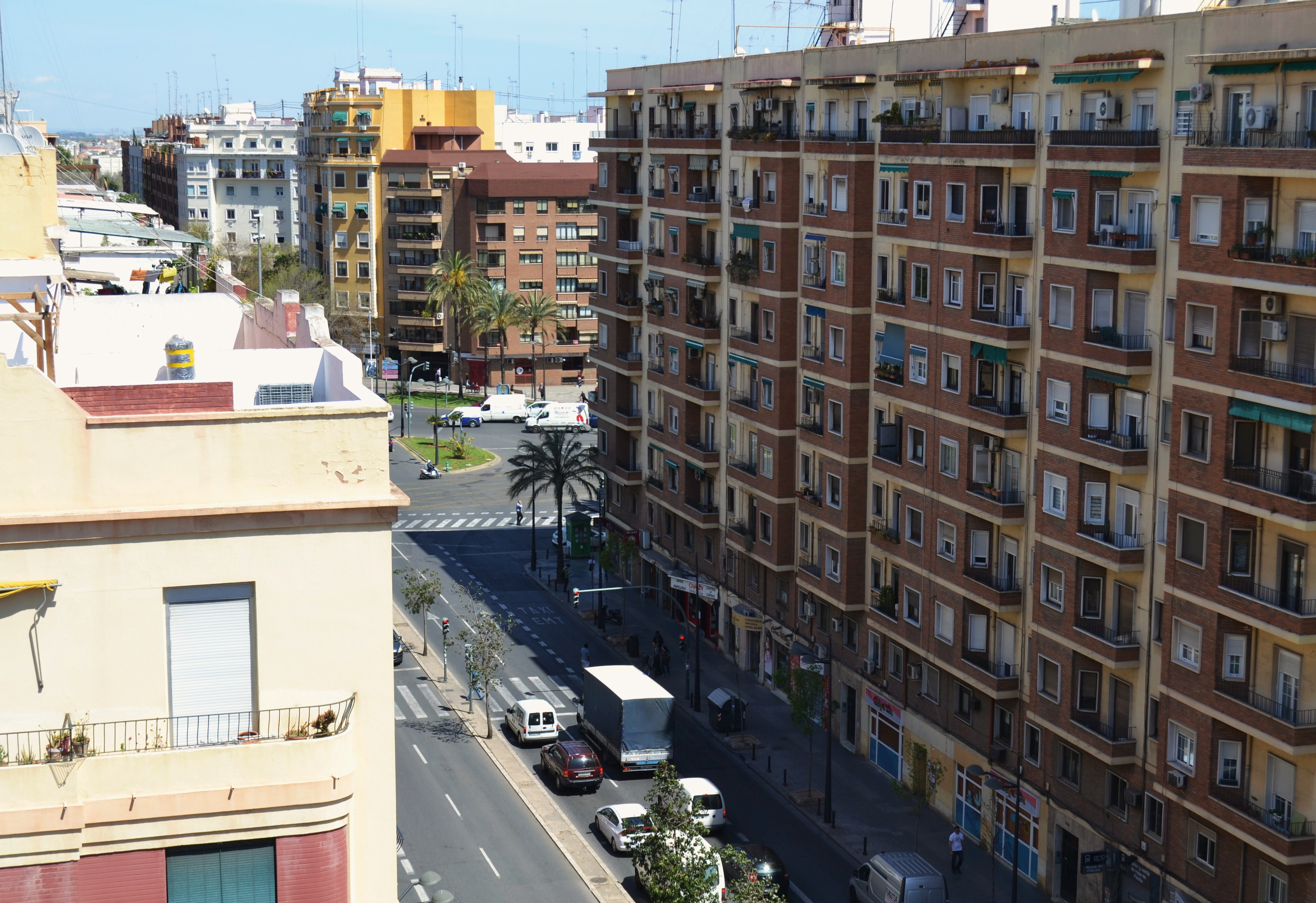
Avinguda del Cardenal Benlloch cap a Blasco Ibañez.
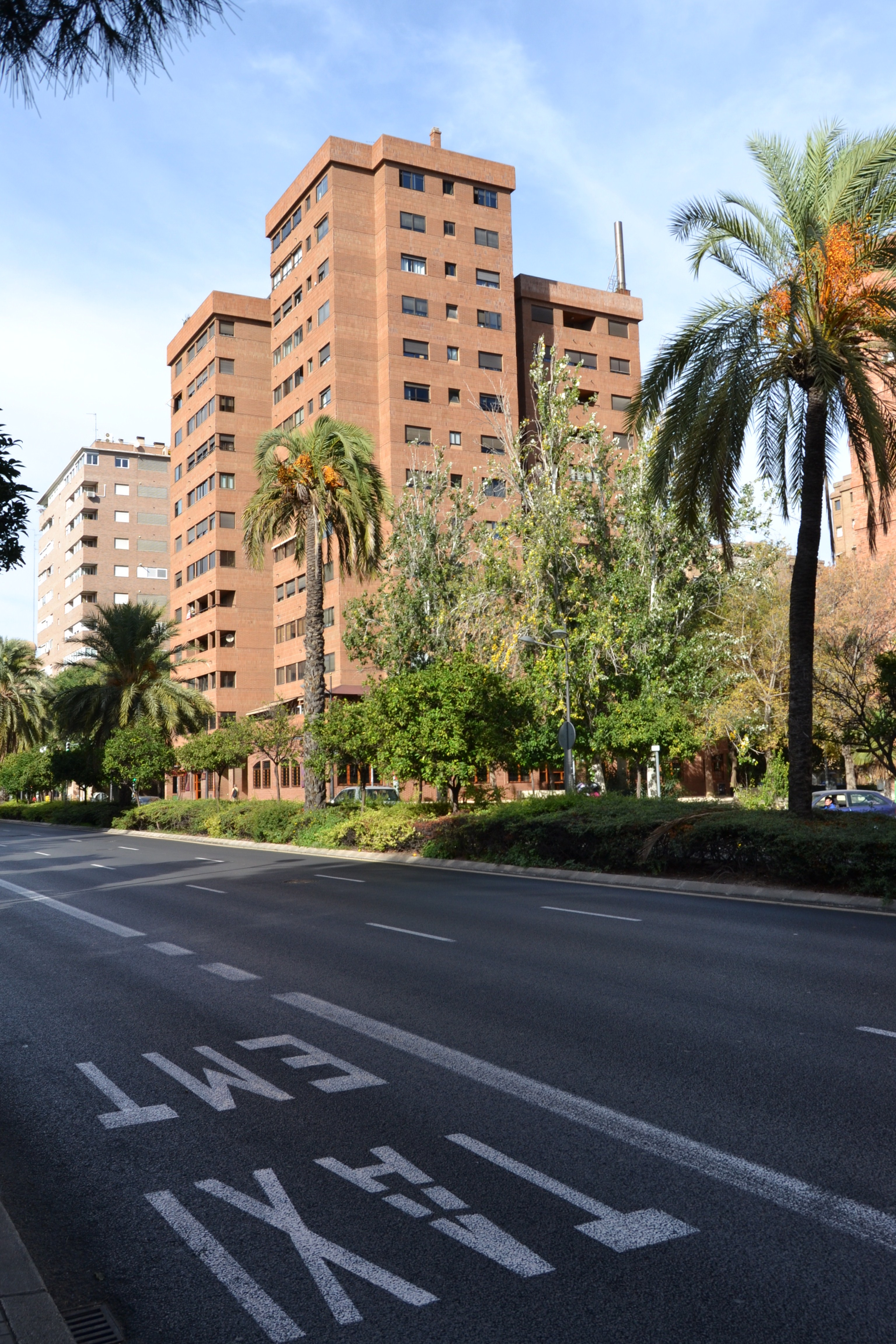
Avinguda del Primat Reig.
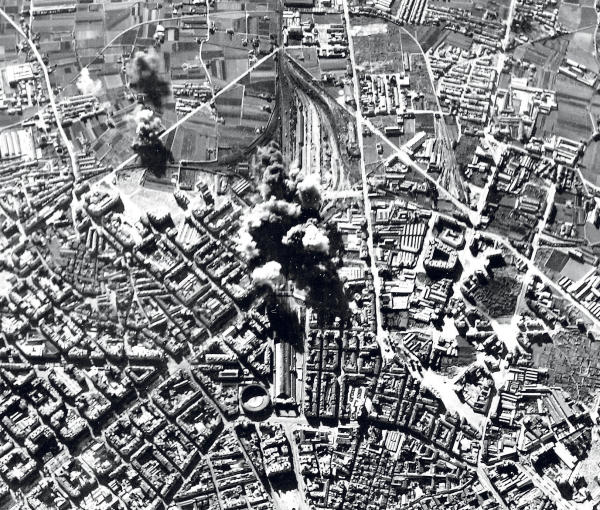
Bombardejos de 1937. Es veuen les actuals avingudes de Pérez Galdós, Giorgeta i Peris i Valero. El sud queda cap a dalt.